# Llista d'estadis dels Països Catalans amb més capacitat
La següent és una llista dels estadis amb més capacitat dels Països Catalans. La major part són utilitzats per la celebració de futbol, tot i que alguns d'ells són utilitzats també per altres esports com el rugbi o l'atletisme.
A la següent llista són inclosos estadis amb capacitat superior als 5.000 espectadors.

## Estadis actuals
| No. | Estadi | Estadi                                     | Capacitat   | Ciutat                    | Territori      | Inauguració | Equip(s)               | refs          |
| --- | ------ | ------------------------------------------ | ----------- | ------------------------- | -------------- | ----------- | ---------------------- | ------------- |
| 1   |        | Camp Nou                                   | 99.354      | Barcelona                 | Catalunya      | 1957        | FC Barcelona           | [ 1 ]         |
| 2   |        | Estadi Olímpic Lluís Companys              | 60.000      | Barcelona                 | Catalunya      | 1929        | Catalunya              | [ 2 ]         |
| 3   |        | Estadi de Mestalla                         | 55.000      | València                  | País Valencià  | 1923        | València CF            | [ 3 ]         |
| 4   |        | RCDE Stadium                               | 40.000      | Cornellà de Llobregat     | Catalunya      | 2009        | RCD Espanyol           | [ 4 ]         |
| 5   |        | Estadi Martínez Valero                     | 33.732      | Elx                       | País Valencià  | 1976        | Elx CF                 | [ 5 ]         |
| 6   |        | Estadi José Rico Pérez                     | 29.500      | Alacant                   | País Valencià  | 1974        | Hèrcules CF            | [ 6 ]         |
| 7   |        | Estadi Ciutat de València                  | 25.534      | València                  | País Valencià  | 1969        | Llevant UE             | [ 7 ]         |
| 8   |        | El Madrigal                                | 23.500      | Vila-real                 | País Valencià  | 1923        | Vila-real CF           | [ 8 ]         |
| 9   |        | Estadi de Son Moix                         | 23.142      | Palma                     | Illes Balears  | 1999        | RCD Mallorca           | [ 9 ]         |
| 10  |        | Nou Castàlia                               | 15.500      | Castelló de la Plana      | País Valencià  | 1987        | CE Castelló            | [ 10 ]        |
| 11  |        | Estadi Aimé Giral                          | 14.593      | Perpinyà                  | Catalunya Nord | 1940        | USAP                   |               |
| 12  |        | Nou Estadi Costa Daurada                   | 14.591      | Tarragona                 | Catalunya      | 1972        | Gimnàstic de Tarragona | [ 11 ]        |
| 13  |        | Camp d'Esports                             | 13.500      | Lleida                    | Catalunya      | 1919        | Lleida Esportiu        | [ 12 ]        |
| 14  |        | Estadi Gilbert Brutus                      | 13.180      | Perpinyà                  | Catalunya Nord | 1962        | Dragons Catalans       | [ 13 ]        |
| 15  |        | Nova Creu Alta                             | 11.908      | Sabadell                  | Catalunya      | 1967        | CE Sabadell FC         | [ 14 ]        |
| 16  |        | Olímpic de Terrassa                        | 11.500      | Terrassa                  | Catalunya      | 1960        | Terrassa FC            | [ 15 ]        |
| 17  |        | Estadi de Montilivi                        | 11.200      | Girona                    | Catalunya      | 1970        | Girona FC              | [ 16 ]        |
| 18  |        | Nou Camp d'Inca                            | 10.000      | Inca                      | Illes Balears  | 1964        | CE Constància          | [ 17 ] [ 18 ] |
| 19  |        | Municipal de Vilatenim                     | 9.000       | Figueres                  | Catalunya      | 1986        | UE Figueres            | [ 19 ]        |
| 20  |        | La Murta                                   | 9.000       | Xàtiva                    | País Valencià  | 1930        | CE Olímpic             | [ 20 ]        |
| 21  |        | Municipal de Foietes                       | 9.000       | Benidorm                  | País Valencià  | 1968        | Benidorm CF            | [ 21 ]        |
| 22  |        | Nou Camp de la Pobla                       | 8.000       | Sa Pobla                  | Illes Balears  | 1977        | Unió Esportiva Poblera | [ 22 ]        |
| 23  |        | Estadi Luis Suñer Picó                     | 8.000       | Alzira                    | País Valencià  | 1973        | UE Alzira              | [ 23 ]        |
| 24  |        | Estadi Municipal de Futbol de l'Hospitalet | 6.700       | L'Hospitalet de Llobregat | Catalunya      | 1987        | CE l'Hospitalet        | [ 24 ]        |
| 25  |        | Camp Municipal Narcís Sala                 | 6.563       | Barcelona                 | Catalunya      | 1970        | UE Sant Andreu         | [ 25 ]        |
| 26  |        | Estadi Johan Cruyff                        | 6.000       | Barcelona                 | Catalunya      | 2019        | FC Barcelona B         | [ 26 ]        |
| 27  |        | Estadi Balear                              | Per definir | Palma                     | Illes Balears  | 1960        | CE Atlètic Balears     |               |

1. ↑  L'Estadi Balear el varen enderrocar el 2018 per problemes estructurals. A setembre de 2019, amb l'estadi ja reinaugurat però en obres, la capacitat és de poc més de 3.000 espectadors; hom estima que la capacitat final serà d'uns 4.000-6.000 espectadors

## En construcció
| No. | Estadi       | Capacitat | Ciutat   | Territori     | Inauguració prevista | Equip(s)    |
| --- | ------------ | --------- | -------- | ------------- | -------------------- | ----------- |
| 1   | Nou Mestalla | 75.100    | València | País Valencià | Sense determinar     | València CF |

## Antics estadis
| No. | Estadi              | Capacitat | Ciutat    | Territori     | Inauguració | Demolició | Equip(s)                 |
| --- | ------------------- | --------- | --------- | ------------- | ----------- | --------- | ------------------------ |
| 1   | Camp de les Corts   | 60.000    | Barcelona | Catalunya     | 1926        | 1966      | FC Barcelona             |
| 2   | Estadi de Sarrià    | 44.000    | Barcelona | Catalunya     | 1923        | 1997      | RCD Espanyol             |
| 3   | Estadi de Vallejo   | 20.000    | València  | País Valencià | 1925        | 1968      | Gimnàstic FC, Llevant UE |
| 4   | Estadi Lluís Sitjar | 19.000    | Palma     | Illes Balears | 1945        | 2007      | RCD Mallorca             |
| 5   | Mini Estadi         | 15.276    | Barcelona | Catalunya     | 1982        | 2019      | FC Barcelona B           |